# سایمون کرک
سایمون کرک (انگلیسی: Simon Kirke؛ زادهٔ ۲۸ ژوئیهٔ ۱۹۴۹) موسیقی‌دان اهل بریتانیا است. وی از سال ۱۹۶۸ میلادی تاکنون مشغول فعالیت بوده است.